# 安立路駅
安立路駅（あんりつろえき、中国語：安立路站、拼音：Ānlìlù zhàn）は中華人民共和国北京市朝陽区に位置する北京地下鉄15号線の駅である。

## 歴史
- 2014年12月28日 - 開業。

## 駅構造

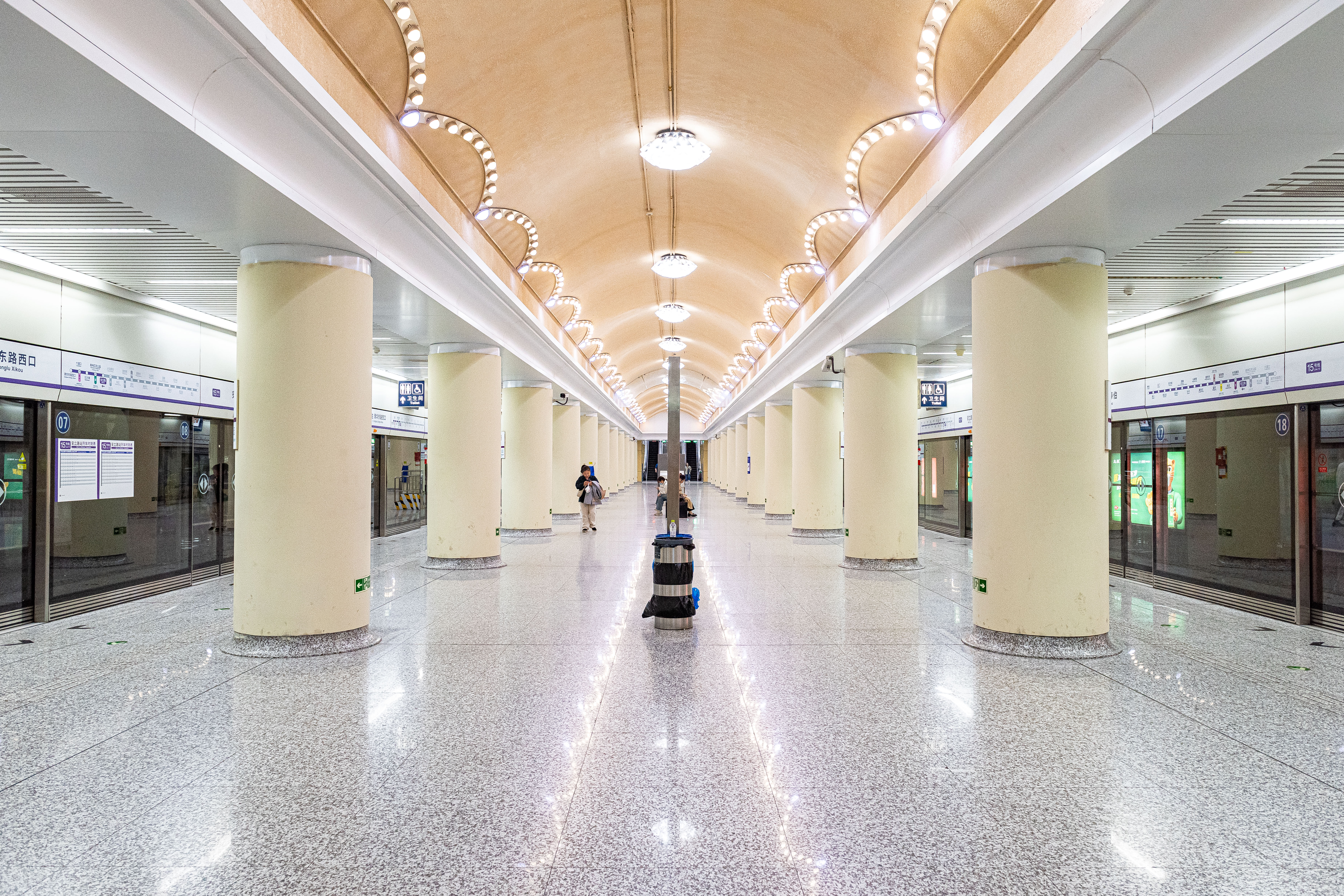
ホーム（2018年1月）

島式ホーム1面2線を有する地下駅。

## 駅周辺
- 天創世緣
- 第五大道図書大廈
- 安立花園
- 蘭華国際大廈
- 洛克時代中心

## 隣の駅
北京地下鉄
■15号線
オリンピック公園駅 - 安立路駅 - 大屯路東駅